# 서연미의 올 댓 재즈
《서연미의 ALL THAT JAZZ》는 대한민국의 방송국 기독교방송의 라디오 채널 CBS 음악FM에서 매일 새벽 2시부터 새벽 4시까지 방송하는 라디오 프로그램이다. 수도권 초단파 93.9MHz, 대구광역시 전지역, 경산, 구미, 칠곡, 성주, 고령 등 경북 일부지역에서는 초단파 97.1MHz, 광주광역시 전지역, 나주, 담양, 장성 등 전남 일부지역에서는 초단파 98.1MHz이지만, 이외 지방의 경우 CBS 인터넷 라디오인 레인보우와 휴대전화의 레인보우 앱으로 청취할 수 있다.

## 역사
1995년 12월 15일에 이정식의 "0시의 재즈"로 방송을 시작해 그 후 "올 댓 재즈"로 바꾸어 2009년 3월 1일까지 진행했고, 이후 2009년 3월 2일에 백원경 아나운서로 진행자가 바뀌었다. 2014년 5월 19일 봄 개편부터 방송시간을 새벽 2시에서 밤 12시로 2시간 앞당겨 방송했으나, 2015년 CBS 라디오 가을 개편으로 방송시간이 새벽 2시로 2014년 봄 개편 이전과 같은 시간으로 환원되었고, 진행자도 백원경 아나운서에서 유지수 아나운서로 교체되었다. 그러다가 2016년 4월 24일 봄 개편 때 잠정적으로 폐지되었으나, 2017년 10월 30일 가을 개편에 의해 다시 부활하였다. 부활 이후에는 새벽 3시에 방송되고, 이봉규 아나운서가 진행했고, 2020년 1월 6일부터 5월 10일까지는 서연미 아나운서가 진행했다. 2020년 5월 10일 자로 25년만에 폐지되었다.

## 지역 프로그램
| 프로그램             | 방송지역   | 방송국  | 진행자 |
| -------------------- | ---------- | ------- | ------ |
| 깊은밤, 김정훈입니다 | 부산광역시 | 부산CBS | 김정훈 |

## 같이 보기
- CBS 음악FM
- 기독교방송